# Aeroportul Avu Avu
Aeroportul Avu Avu (IATA: AVU, ICAO: AGGJ) este un aeroport din Insulele Solomon.
Situat la o altitudine de 2 m, aeroportul dispune de o singură pistă.